# Municipio de Funks Grove
El municipio de Funks Grove (en inglés: Funks Grove Township) es un municipio ubicado en el condado de McLean en el estado estadounidense de Illinois. En el año 2010 tenía una población de 245 habitantes y una densidad poblacional de 1,96 personas por km².

## Geografía
El municipio de Funks Grove se encuentra ubicado en las coordenadas 40°20′13″N 89°5′22″O / 40.33694, -89.08944. Según la Oficina del Censo de los Estados Unidos, el municipio tiene una superficie total de 124.86 km², de la cual 124,85 km² corresponden a tierra firme y (0,01 %) 0,01 km² es agua.

## Demografía
Según el censo de 2010, había 245 personas residiendo en el municipio de Funks Grove. La densidad de población era de 1,96 hab./km². De los 245 habitantes, el municipio de Funks Grove estaba compuesto por el 93,47 % blancos, el 4,49 % eran afroamericanos, el 0,82 % eran de otras razas y el 1,22 % eran de una mezcla de razas. Del total de la población el 1,63 % eran hispanos o latinos de cualquier raza.